# Ziemięcin (Mazovie)
Pour les articles homonymes, voir Ziemięcin.
Ziemięcin (prononciation : [ʑɛˈmjɛnt͡ɕin]) est un village polonais de la gmina de Błędów dans le powiat de Grójec de la voïvodie de Mazovie dans le centre-est de la Pologne.
Il se situe à environ 7 kilomètres au nord de Błędów (siège de la gmina), 14 km à l'ouest de Grójec (siège du powiat) et à 48 km au sud-ouest de Varsovie (capitale de la Pologne).

## Histoire
De 1975 à 1998, le village appartenait administrativement à la voïvodie de Radom.